# Edgar Wolff

Edgar Wolff (2014)

Edgar Wolff (* 1958 in Deizisau) ist ein deutscher Politiker (Freie Wähler). Er war von 1996 bis 2009 Bürgermeister der Stadt Ebersbach an der Fils und von 2009 bis 2025 Landrat des Landkreises Göppingen.

## Ausbildung und Beruf
Nach dem Studium der Verwaltungswissenschaften, das er 1982 als Diplom-Verwaltungswirt (FH) abschloss, war er von 1982 bis 1997 als Beamter bei der Stadt Stuttgart im Personalamt und als Leiter der Abteilung Organisation im Hauptamt beschäftigt. Von 1991 bis 1999 war er zudem Lehrbeauftragter an der Hochschule für öffentliche Verwaltung und Finanzen Ludwigsburg und Referent bei der Kommunalen Gemeinschaftsstelle für Verwaltungsmanagement.
Wolff ist Vater dreier Töchter.

## Politische Karriere
Bei der Wahl zum Bürgermeister 1997 in Ebersbach an der Fils konnte er sich mit 54,7 % der Stimmen gegen den bisherigen Amtsinhaber Martin Schurr durchsetzen und wurde 2005 mit 95,7 % der Stimmen wiedergewählt. Von 2004 bis 2009 war er zudem Kreisrat im Landkreis Göppingen.
Am 3. April 2009 wurde Wolff im dritten Wahlgang vom Kreistag mit 33 von 64 Stimmen zum Landrat des Landkreises Göppingen gewählt. Unterstützt wurde er von den Fraktionen der Freien Wähler, der SPD und der Grünen. Er trat das Amt am 1. Juli 2009 an. Am 7. April 2017 wurde er mit 62 von 63 Stimmen vom Kreistag für eine zweite Wahlzeit wiedergewählt. Bei der Landratswahl 2025 kandidiert er nicht erneut, seine Amtszeit lief bis Ende Juni 2025. Ihm folgte Markus Möller nach.

## Weitere Ämter
In seiner Funktion als Landrat war er auch Verwaltungsratsvorsitzender der Kreissparkasse Göppingen. Weiterhin war er Aufsichtsratsvorsitzender der Alb Fils Kliniken.